# Fattore solare
Data una lastra, si definisce fattore solare (talvolta indicato con g) il rapporto tra l'energia termica globalmente trasmessa dalla lastra e quella incidente su di essa.
L'energia può essere trasmessa dalla lastra in due modi:
- per trasparenza (e si parla di fattore di trasmissione solare diretta τ, o di trasmittanza diretta), oppure
- per assorbimento e conduzione o riemissione verso l'interno (e si parla di trasferimento secondario di calore, legato alla conducibilità termica ed all'emissività del materiale).

Come indice percentuale, il fattore solare è utile per valutare le prestazioni energetiche di un elemento vetrato, soprattutto nel caso di vetri a controllo solare.
A partire dal fattore solare è possibile definire un Indice di selettività (talvolta indicato con IS) come rapporto tra trasmissione luminosa e fattore solare (TL/FS). Hanno alto indice di selettività materiali caratterizzati da alta trasparenza alla luce visibile e bassa propensione alla trasmissione di calore.